# Jack Miles
Jack Miles (1942) is een Amerikaanse auteur en winnaar van zowel de Pulitzerprijs als de MacArthur Fellowship. Zijn werk over religie, politiek en cultuur is verschenen in tal van Amerikaanse publicaties, waaronder The Atlantic Monthly, The New York Times, The Boston Globe, The Washington Post en de Los Angeles Times.
Miles behandelt zijn Bijbelse onderwerpen niet als transcendente godheden of historische figuren, maar als literaire protagonisten. Zijn eerste boek, God: een biografie, won de Pulitzerprijs in de categorie Biografie in 1996 en werd vertaald in zestien talen. In 2001 kwam er een vervolg: Jezus: een crisis in het leven van God. Miles was van 2003 tot 2007 een MacArthur Fellow.

## Carrière
Jack Miles werd in 1942 geboren in Chicago. Hij is voormalig jezuïet en studeerde aan de Xavier University in Cincinnati, de Pauselijke Gregoriaanse Universiteit in Rome en de Hebreeuwse Universiteit van Jeruzalem. Hij haalde een doctoraat in de Talen van het Nabije Oosten op Harvard. Miles was onder meer literair redacteur bij de Los Angeles Times en redactielid van de Times, waar hij schreef over politiek en cultuur.

## Boeken
- God: een biografie (1995) (originele titel: God: A Biography)
- Jezus: een crisis in het leven van God (2001) (originele titel: Christ: A Crisis in the Life of God)